# Територія Орегон
Територія Орегон (англ. Oregon Territory) – організована інкорпорована територія Сполучених Штатів Америки, яка існувала з 14 серпня 1848 до 14 лютого 1859, коли південно-західна частина території увійшла до складу США в якості штату Орегон. Початково на територію претендували декілька країн (див. Орегонський договір) , регіон був розділений між Великою Британією та США у 1846 році. У момент створення територія охоплювала землі нинішніх штатів Орегон, Вашингтон, Айдахо а також частини штатів Вайомінг та Монтана.

## Передумова
Початково населений індіанцями, регіон який згодом став Територією Орегон був відкритий європейцями з моря. Перше задокументоване відкриття було зроблено іспанцями у 1777 році, а не задовго після цього, регіону дістались британські та американські кораблі. Подальші наземні розвідки території Александром Макензі, Експедицією Льюїса і Кларка та розвиток торгівлі хутром в регіоні, посилили претензії Великої Британії та США на цю територію. Конкуруючі інтереси двох провідних претендентів було адресовано в Англо-Американській конвенції 1818 яка санкціювала спільне володіння британцями та американцями Орегонського краю який охоплював землі сучасних штатів Орегон, Вашингтон, Айдахо частини штатів Вайомінг і Монтана та частиною нинішньої канадської провінції Британська Колумбія південніше паралелі 54°40′ (пн.ш).

## Формування
У період спільного володіння, найбільшою діяльністю в регіоні (окрім діяльності індіанців) була торгівля хутром в якій провідну роль грала британська Компанія Гудзонової затоки. Згодом деякі мисливці почали заселяти територію та займатись фермерством. На той час на території Орегонського краю не було офіційної влади, оскільки жодна країна не мала суверенітету над цією територією. Група поселенців організувала зустріч у долині Вілламет у 1841 для того щоб обговорити встановлення влади в регіоні. Ця зустріч зрештою призвела до створення у 1843 році тимчасового уряду Орегону. У 1846 суперечка про кордон Орегону між США та Британією була вирішена підписанням Орегонського договору. Британці отримали у своє володіння землі північніше 49 паралелі та увесь острів Ванкувер, а США отримали решту території північніше цієї лінії. 
Федеральний уряд США залишав цю територію неорганізованою ще два роки, допоки до Конгресу не надійшла новина про "Вітманську різанину" (вбивство місіонерів Маркуса Вітмана та його дружини Нарциси, разом з іще одинадцятьма людьми, скоєне членами племені Каюсе). Цей випадок сприяв організації цього регіону у Територію Орегон 14 серпня 1848 року. У момент створення ця територія охоплювала усі землі нинішніх штатів Айдахо, Орегон і Вашингтон а також частини сучасних Вайомінга та Монтани на захід від Континентального вододілу. Південний кордон проходив по 42 паралелі (пн.ш) по договору Адамса-Оніса. Орегон-сіті був проголошений першою столицею.

## Урядування
Територіальний уряд складався з губернатора, маршала, державного секретаря, прокурора та трьох суддів верховного суду. Ці судді також постійно їздили територією Орегон та брали участь у засіданнях судів першої інстанції. Усі представники уряду призначались особисто президентом США. Двопалатний територіальний парламент був відповідальний за прийняття законів, представники в обидві палати обирались на місцевих виборах які проходили кожного року. 
Оподаткування було у формі щорічного податку на нерухомість у розмірі 0.25% на територіальні потреби, та додатковий податок округу, що не перевищував цієї суми. Цей податок сплачувався за всі міські ділянки, млини, візки, годинники та худобу; сільгосп угіддя та фермерська продукція не оподатковувались. На додаток до цього кожен виборець сплачував 50 центів податку на голосування. Також встановлювався графік ліцензій на торгівлю, починаючи від розносників які сплачували $10 на рік і закінчуючи 60 доларами які сплачували фірми з капіталом більше $20,000. 

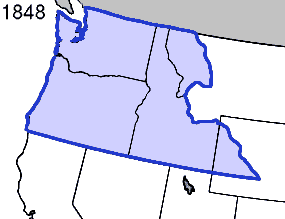
Територія Орегон організована у 1848
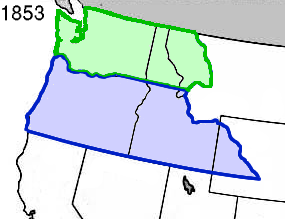
Територія Орегон (синій) та Територія Вашингтон (зелений) у 1853
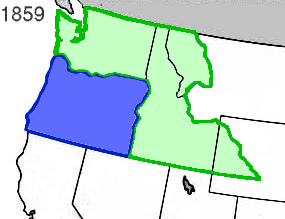
Штат Орегон (синій) та Територія Вашингтон (зелений) у 1859